# Waldemar Kamer
Waldemar Kamer (Enschede, 6 januari 1966) is een Nederlands acteur, regisseur, journalist en auteur.

## Levensloop
Kamer werd in Enschede geboren, waar zijn moeder harpiste was in het orkest van Opera Forum. Zijn vader werd in 1966 correspondent voor het Duitse weekblad Der Spiegel in Brussel. Kamer ging toen in Ukkel naar de Europese School.
Sinds 1984 woont Kamer in Parijs, waar hij kunstgeschiedenis studeerde aan de Sorbonne. Daar schreef hij een masterthesis over de regisseur Peter Brook. Tegelijk volgde hij een theateropleiding bij Danielle Ajoret en Jean Périmony. Van 1990 tot 1994 was hij regieassistent van Ursel en Karl-Ernst Hermann aan de Muntschouwburg in Brussel, de Weense Staatsopera en de Salzburger Festspiele.

### Toneel- en filmrollen
Kamer speelde in 1986 de Duitse dichter Rainer Maria Rilke in Immemoriam (tekst & regie: Anne Sicco) tijdens het Cantiere Internazionale d’Arte in Montepulciano. In 1987 dezelfde dichter in Le Testament van Rilke (regie: Claudine Laroche) in het theater Espace Privé in Brussel. In 1993 speelde hij de titelrol van Le Gardien de Nuit (tekst & regie: Anne Sicco) in het Tacheles tijdens het Trans Europe Festival van Berlijn. In datzelfde jaar speelde hij de journalist van Der Spiegel in Interview van Heiner Müller (regie: Max Denes) in het Festival de Poésie du Haut-Allier.
In films was Kamer in 1994 te zien als Duitse soldaat in Fortitude van Waris Hussein en in 1995 als Amerikaanse diplomaat in Jefferson in Paris van James Ivory.

### Journalistiek
Kamer is sinds 1991 de correspondent in Parijs van het Nederlandse kunsttijdschrift Tableau Fine Arts Magazine. Hij werkt ook voor de Duitse, Franse en Vlaamse radio (Bayerischer Rundfunk, Radio France Internationale en de VRT) en de Duitse dagbladen Berliner Morgenpost, Hamburger Abendblatt en Saarbrücker Zeitung. Hij schrijft voor het Duitse weekblad Focus en voor diverse tijdschriften over opera en theater. Sinds 2013 is hij de Frankrijkcorrespondent en de Frankrijk & Benelux-coördinator van Der Neue Merker in Wenen zoals voor de Online Merker en Der Opernfreund. Hij werkt mee aan documentairefilms voor Arte.

## Operaregie
Kamer ensceneerde de volgende opera's: 
- Orfeo ed Euridice van Christoph Willibald Gluck aan de Nationale Reisopera en het Grand Théâtre de Bordeaux;
- La Sonnambula van Vincenzo Bellini in Lausanne, Lissabon, Bordeaux, Como, Cremona, Pavia en Avignon;
- Aida van Giuseppe Verdi aan de Nationale Reisopera;
- Cendrillon van Jules Massenet in Chemnitz;
- Marianne van Edouard Lacamp in Saint-Etienne.

## Concerten en conferenties
Kamer organiseert concerten en conferenties die laten zien hoe
kunst verschillende culturen kan verenigen.
- Jeruzalem, vredespoëzie en harp Brussel.
- Goethe en Frankrijk Heidelberg.
- Verder kijken dan de beelden Antwerpen.
- Van Hadewijch tot Meester Eckhart in Molsheim.
- Lucien Bonaparte en de muziek in Ajaccio.

Sinds 2010 is Kamer de muziekadviseur van het Palais Fesch in Ajaccio.
Sinds 2015 geeft hij soortgelijke concerten als bariton en voordrager, b.v.
- De figuur van de Wanderer bij Schubert en Ridders en spoken van de middeleeuwen in het kasteel van Béhéricourt.
- De beklimming van de Mont Ventoux van Petrarca en Hommage aan gravin Marguerite de Rochegude in de Sainte-Madeleine in Bédoin.
- Monsieur Perronneau in brieven en muzieknoten in het Musée des Beaux-Arts van Orléans.

## Boek
In 2019 verscheen zijn debuut als boekenauteur. Onder de titel Achter de façades van Parijs verhaalt hij in dit boek over zijn ontmoetingen met bijzondere mensen.
- Bibliothèque nationale de France: cb15853852f (data)
- Digitale Bibliotheek voor de Nederlandse Letteren: kame008
- International Standard Name Identifier: 0000 0000 0485 3394
- Nationale Bibliotheek van Polen: a0000003723803
- Nederlandse Thesaurus van Auteursnamen: 42268306X
- Système universitaire de documentation: 123228638
- Virtual International Authority File: 22473763
- WorldCat: E39PBJqbp8qXcdtQy64wwvTmBP